# 墨西哥大鼩鼱屬
墨西哥大鼩鼱屬（学名：Megasorex），哺乳綱、食蟲目 、鼩鼱科的一屬，而與墨西哥大鼩鼱屬（墨西哥大鼩鼱）同科的動物尚有蹼麝鼩屬（蹼麝鼩）、水鼩鼱屬（水鼩鼱）、南美小麝鼩屬（高山小麝鼩）、水鼩屬（蘇門水鼩）等之數種哺乳動物。

## 下属物种
本属包括以下物种：
- 墨西哥大鼩鼱 Megasorex gigas (Merriam, 1897)